# Charlie Lyne

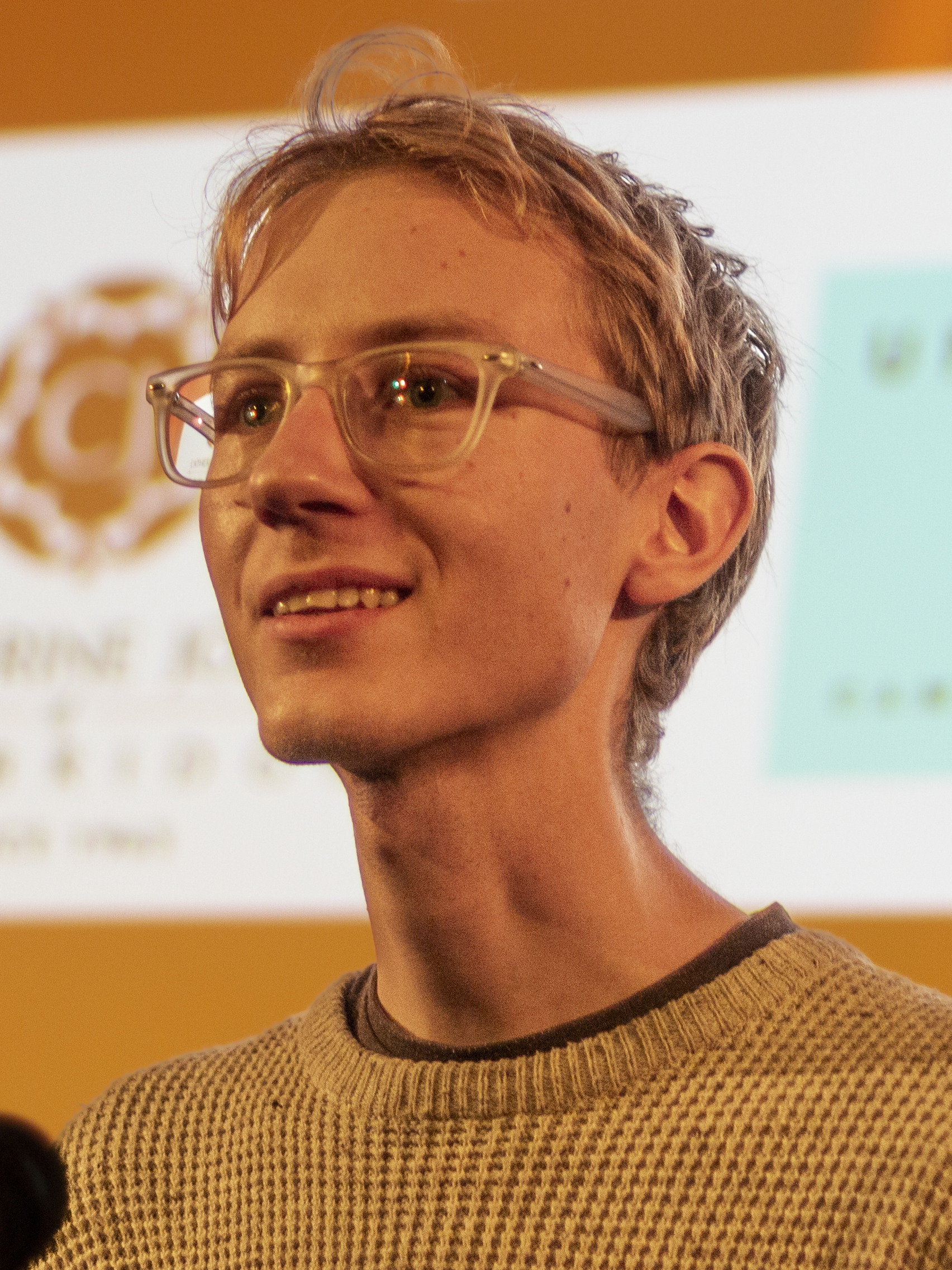
Charlie Lyne, 2021

Charlie Lyne (* 15. August 1991) ist ein britischer Filmkritiker und Filmemacher.

## Leben
Lyne gründete 2008 den Filmblog Ultra Culture. Ultra Culture war bekannt für seinen Gesprächsstil, die starken Meinungen und Kommentare.
2010 arbeitete Lyne in der BBC-Sendung Film 2010 mit. Nach einem Jahr verließ er die Sendung.
Lynes erster Film Beyond Clueless wurde 2014 in SXSW erstausgestrahlt.
2016 drehte Lyne einen über Crowdfunding finanzierten Film mit 607 Minuten Dauer. In ihm wird gezeigt wie weiße Farbe an einer Wand trocknet. Dieser diente als Zeichen des Protest gegenüber der Zensur und der Klassifizierungspflicht des British Board of Film Classification. Dieses war verpflichtet den gesamten Film anzuschauen. Am 26. Januar 2016 erhielt der Film die Klassifizierung U.

## Filmographie (Auswahl)
- 2014: Beyond Clueless
- 2015: Copy Cat
- 2015: Fear Itself
- 2016: Paint Drying
- 2017: Fish Story
- 2017: Personal Truth